# Far och flyg
Far och flyg är en svensk svartvit film från 1955 med regi och manus av Gösta Bernhard. I rollerna ses bland andra Dirch Passer, Åke Grönberg och Iréne Söderblom.

## Om filmen
Inspelningen ägde rum år 1954 i Metronomes studio i Stocksund samt på Bromma flygplats och Egyptens huvudstad Kairo. Producent var Lars Burman, kompositör Harry Arnold, fotograf Jan Lindeström och klippare Carl-Olov Skeppstedt. Filmen premiärvisades den 21 februari 1955 på biograf Roxy i Örebro. Den var 74 minuter lång och barntillåten.

## Handling
Den unge Peder är bagagelastare på Bromma flygplats och förälskad i flygvärdinnan Agneta. Till slut besvaras hans kärlek.

## Rollista
- Dirch Passer – Peder, dansk markarbetare på Bromma flygplats
- Åke Grönberg – Hagfors, flygkapten
- Iréne Söderblom – Agneta Jansson, flygvärdinna
- Georg Adelly – Albin, Peders arbetskamrat, norrman
- Rut Holm – fru Hermansson, Peders hyresvärdinna
- Arne Källerud – konstapeln i Peders dröm
- Gunnar "Knas" Lindkvist – Lindström
- Curt "Minimal" Åström – Åkerlind
- Stig Johanson – professor Eric Schmunz
- Sven Holmberg – pilot i restaurangen
- John Melin – Sankte Per i Peders dröm
- Sven Lykke – flygpassagerare/gangstern Cal Apones bartender i Peders dröm

Ej krediterade
- Gösta Bernhard – professor Edvardsson, arkeolog
- Ib Schønberg – autografjägare
- Curt Randelli – papegojan Matildas röst

### Fotnoter
1. 1 2 3  ”Far och flyg”. Svensk Filmdatabas. http://sfi.se/sv/svensk-filmdatabas/Item/?itemid=4453&type=MOVIE&iv=Basic&ref=/templates/SwedishFilmSearchResult.aspx?id%3d1225%26epslanguage%3dsv%26searchword%3dfar+och+flyg%26type%3dMovieTitle%26match%3dBegin%26page%3d1%26prom%3dFalse. Läst 10 april 2013.